# Утренняя почта
«У́тренняя по́чта» — музыкальная телевизионная программа, выходящая в эфир с 7 сентября 1974 года по субботам или воскресеньям. Изначально транслировалась на Первой программе ЦТ и её преемниках — «1-м канале Останкино» и ОРТ. С 2002 по 2019 и с 2021 года выходит на канале «Россия/Россия-1».

## История
Предтечей этой программы стала передача «По письмам телезрителей» (1973). Она выходила по субботам в 10:00. Вёл её диктор ЦТ Юрий Ковеленов, редакторы — Леонид Сандлер и Анисим Гиммерверт. 7 сентября 1974 года вышел первый выпуск программы под новым названием — «Утренняя почта». Программой продолжили заниматься режиссёр Лариса Микульская и редактор Наталья Высоцкая.
Ведущим «Утренней почты» был в основном Юрий Николаев. Однако, кроме него, передачу в разное время вели дикторы ЦТ (Татьяна Веденеева, Светлана Моргунова, Наталия Андреева, Валерия Рижская и другие), актёры (Валентин Смирнитский, Виктория Лепко, Александр Ширвиндт и Михаил Державин, Клара Новикова и другие), отечественные (Алла Пугачёва, София Ротару, Ксения Георгиади, Сергей Минаев, Евгений Куликов, Марина Цхай и другие) и зарубежные (Карел Готт, Гелена Вондрачкова, Клари Катона, Юдит Сюч и другие) исполнители.
Первоначально передача планировалась как концерт из выступлений наиболее популярных исполнителей, и тем не менее было решено делать цикловую музыкальную передачу по заявкам зрителей. В адрес передачи шли тонны писем, но впоследствии Юрий Николаев признавался: «…мы составляли программу не по этим письмам. Потому что, если точно по письмам, то в каждой программе звучали бы Пугачёва, Антонов, Кобзон, Ротару».
Передача снималась не только в московской студии, но и в других городах и республиках СССР (например, Одессе, Алуште, Угличе, Грузии, Казахстане (Алма-Ата) и другие). Были также выпуски совместно со шведской музыкальной телепередачей «Лестница Якоба» (ведущий Якоб Далин) — «„Лестница Якоба“ в гостях у „Утренней почты“» (1987) и «Утренняя почта» в гостях у «„Лестницы Якоба“» (1988).
«Утренняя почта» и Юрий Николаев упоминаются в песне группы «Мистер Твистер» «Рок-н-ролл без валидола», а также (дважды) в песне Александра Градского «Чужой мотив. Подражание Булату Окуджаве» ("Тихий голос промолвил: «Я „Утренней почты“ редактор» и «И „Почте“ не дали песню допеть до конца»). Кстати, Градский исполнил эту песню в «Утренней почте» (выпуск «Простоквашино»).
В 1990 году Николаев покинул передачу (в частности, вёл «Утреннюю звезду»). В 1992—1993 годах, после прекращения существования Первой программы Центрального телевидения, передача не выходила в эфир и возобновилась только 15 января 1994 года на 1-м канале Останкино.
В 1997 году Юрий Николаев вернулся в передачу и вел её ещё несколько лет, из них первый год — в паре с белорусской телеведущей и певицей Ларисой Грибалёвой, которая в Беларуси уже вела похожую передачу — «Всё нормально, мама».
В 1999 году производство программы перешло к недавно образованной Редакции музыкального вещания ОАО «ОРТ». Новый производитель сразу же ужесточил контроль над качеством показываемых видеоклипов. Клипы, не удовлетворявшие ОРТ по качеству, уровню исполнения и наличию в них табуированных тем, в эфир не попадали. С 1 января 2000 года музыкальная редакция канала также прекратила практиковать показ клипов исполнителей, за которые были заплачены деньги. Также в этот период наряду с певцами российской и русскоязычной эстрады транслировались и видеоклипы исполнителей других государств, чего не было ни ранее, ни впоследствии. Последний выпуск на ОРТ вышел 23 сентября 2001 года. Среди возможных причин закрытия может быть то обстоятельство, что в связи с появлением в эфире специализированных музыкальных каналов программа стала выглядеть и восприниматься как нечто устаревшее и второстепенное.
С 22 сентября 2002 года передача выходила на телеканале «Россия». Вначале её вела Марина Голуб, а с 7 мая 2006 года — Александр и Валерий Пономаренко. До появления программы на РТР там выходили сразу две похожие передачи: «Доброе утро, страна!» (вели её участники кабаре-дуэта «Академия» — Лолита Милявская и Александр Цекало) и «Почта РТР» (ведущим которой был актёр и композитор Сергей Шустицкий). В данной версии программы показывались, в основном, фрагменты транслируемых каналом «Россия» телешоу, концертов и фестивалей (среди них «Субботний вечер», «Песня года», «Юморина», «Новая волна» и других). К концу программы выходили две рубрики — «Смех — дело серьёзное» и «Счастливый клип», а при Марине Голуб — также «С доставкой на дом», в которой ведущая интервьюировала известных исполнителей об их карьере, семье, будущих или прошлых выступлениях. Чаще всего в программе использовались песни, написанные Игорем Крутым, которому принадлежала эта программа. До 4 февраля 2018 года программа завершалась демонстрацией титров с указанием съёмочной группы.
В январе 2020 года производство передачи было приостановлено по причине экономии ВГТРК в отношении блока утренних передач, среди которых также были «Смехопанорама» и «Сам себе режиссёр»: так, бюджет производственным компаниям был сокращён на 20-25 %, а последняя программа была закрыта без продления контракта на следующий год. 29 января того же года передача была убрана из списка «Передачи текущего сезона» на сайте канала «Россия».
Рейтинг «Утренней почты» по итогам 2019 года был невысоким: по данным Mediascope, её выпуски в среднем смотрело около 1 % россиян старше четырёх лет из крупных городов, что равно 10,3 % всех телезрителей старше четырёх лет. Однако эти показатели были выше, чем у выходивших также воскресным утром, но в более раннее время «Смехопанорамы» и «Сам себе режиссёра».
После более чем полуторалетнего перерыва 12 сентября 2021 года программа была возвращена в эфир телеканала «Россия-1». Ведущим стал Николай Басков. Содержание программы изменений не претерпело, однако на столе ведущего вместо писем в конвертах показывается электронный адрес платформы «Смотрим», на который предлагается посылать письма. Вместо ранее существовавших рубрик появился сегмент «Монологи со звездой», в которой ведущий разговаривает сам с собой в разных образах (подобный приём ранее использовался в программе «Утро с Киркоровым»). Также, с 26 декабря 2021 года в каждом из выпусков рядом с ведущим появляется и попугай.

## Критика
По оценке искусствоведа Людмилы Семёновой, «Утренняя почта» долгое время была «поистине народной программой, с которой ассоциировались выходные, неспешное пробуждение под бодрую музыку, любимые артисты и яркие новинки»; в передаче со своими клипами впервые появились многие дебютанты. Однако к 2000-м годам формат стал остро нуждаться в обновлении, которого так и не последовало. В результате проект утратил смотрибельность, а его содержание «свелось к сборной солянке из всевозможных тематических фестивалей и праздничных концертов телеканала „Россия-1“, а также сомнительных юмористических номеров». Аналогичное мнение высказал телекритик «МК» Александр Мельман: отмечая большую популярность программы в советское время, он усомнился в возможности повторения этого успеха десятилетия спустя.

## Международные версии
С 2008 по 2012 год в Белоруссии выходила собственная версия программы на канале РТР-Беларусь. Ведущими были Юрий Николаев (до 2009 года) и Лариса Грибалёва, которые ранее вели её на канале ОРТ.
В 2011 году украинская версия программы транслировалась на телеканале «Интер», вели её Алла Пугачёва и Максим Галкин (производство студии «Квартал-95»).

## Ведущие
| Список |
| --- |
| - Амаяк Акопян - Евгений Александров - Наталия Андреева - Аркадий Арканов - Ольга Аросева - Афанасий Белов - Сергей Березин - Михаил Боярский - Илона Броневицкая - Татьяна Веденеева - Анне Вески - Владимир Винокур - Ксения Георгиади - Марина Голуб - Карел Готт - Владимир Границын - Лариса Грибалёва - Сергей Гурбелошвили - Якоб Далин - Сергей Дитятев - Татьяна Догилева - Роман Казаков - Анатолий Калмыков - Юрий Катин-Ярцев - Клари Катона - Владимир Кремена - Евгений Куликов - Светлана Лазарева - Михаил Макаренков - Валентин Манохин - Владимир Маркин - Сергей Минаев - Лолита Милявская - Раиса Мухаметшина - Юрий Николаев - Клара Новикова - Илья Олейников - Владимир Перетурин - Братья Пономаренко - Алла Пугачёва - Михаил Пуговкин - Валерия Рижская - «Секрет» - Валентин Смирнитский - Анастасия Смолина - Вадим Тонков и Борис Владимиров - Владимир Ухин - Семён Фарада - Алёна Хмельницкая - Александр Цекало - Марта Цифринович - Марина Цхай - Александр Ширвиндт и Михаил Державин - Ефим Шифрин - Леонид Шумский - Сергей Шустицкий |